# Заславський замок (Білорусь)
Заславський замок — один з найбільш ранніх бастіонних замків Білорусі. Побудований в середині XVI століття польсько-литовськими магнатами Глібовичами поблизу міста Заславля (зараз Мінський район Мінської області Білорусі).

## Опис
Замок розміщувався на високому пагорбі і займав площу 200X100 метрів; з усіх боків був оточений ровом з водою. Земляні бастіони і куртини замку були викладені каменем та цеглою. Для запобігання обсипання валів була зведена цегляна стіна товщиною 0,33 і висотою 2,5 метра. Єдиний вхід в замок був з південної сторони у вигляді двоповерхової міської брами, яка мала кам'яні стіни двометрової товщини. До воріт через рів вів дерев'яний міст. Підступи до них прострілювалися з розташованих поруч бастіонів. У замку був підземний хід, викладений цеглою, який вів за межі укріплення, вихід з якого закривався металевими ґратами. На випадок облоги на території замку був власний колодязь.

## Спасо-Преображенська церква
Спасо-Преображенська церква, що знаходиться всередині замку, у верхній частині стін мала ряд бійниць, які були закладені пізніше при перебудові. Крім того, шість ярусів бійниць мала тридцятиметрова вежа храму, й додатково служила спостережним пунктом замку.

## Сучасний стан
На даний час збереглися руїни замкової брами, Спасо-Преображенська церква, вали та рови замку.

## Галерея

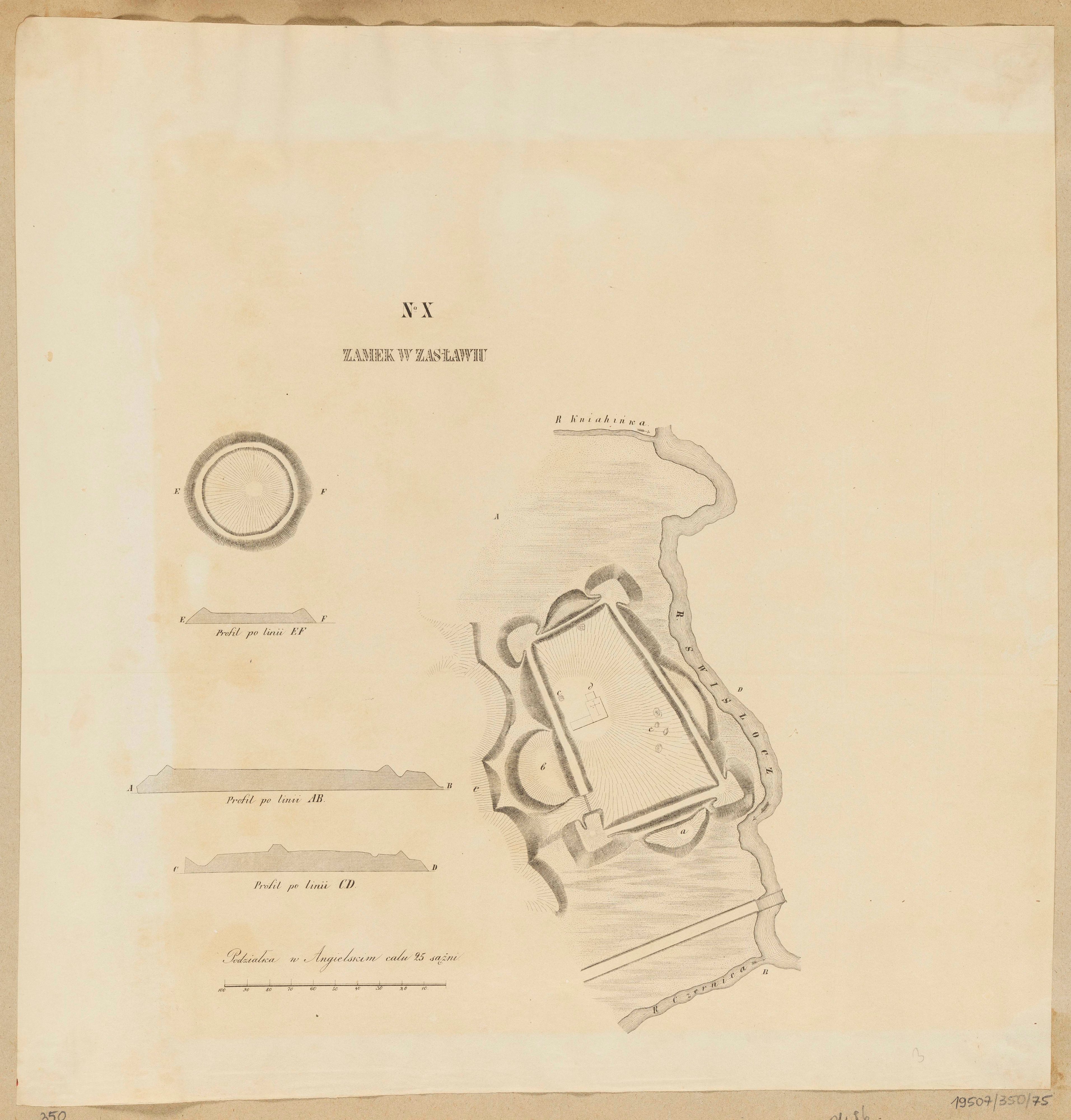
План Заславського замку
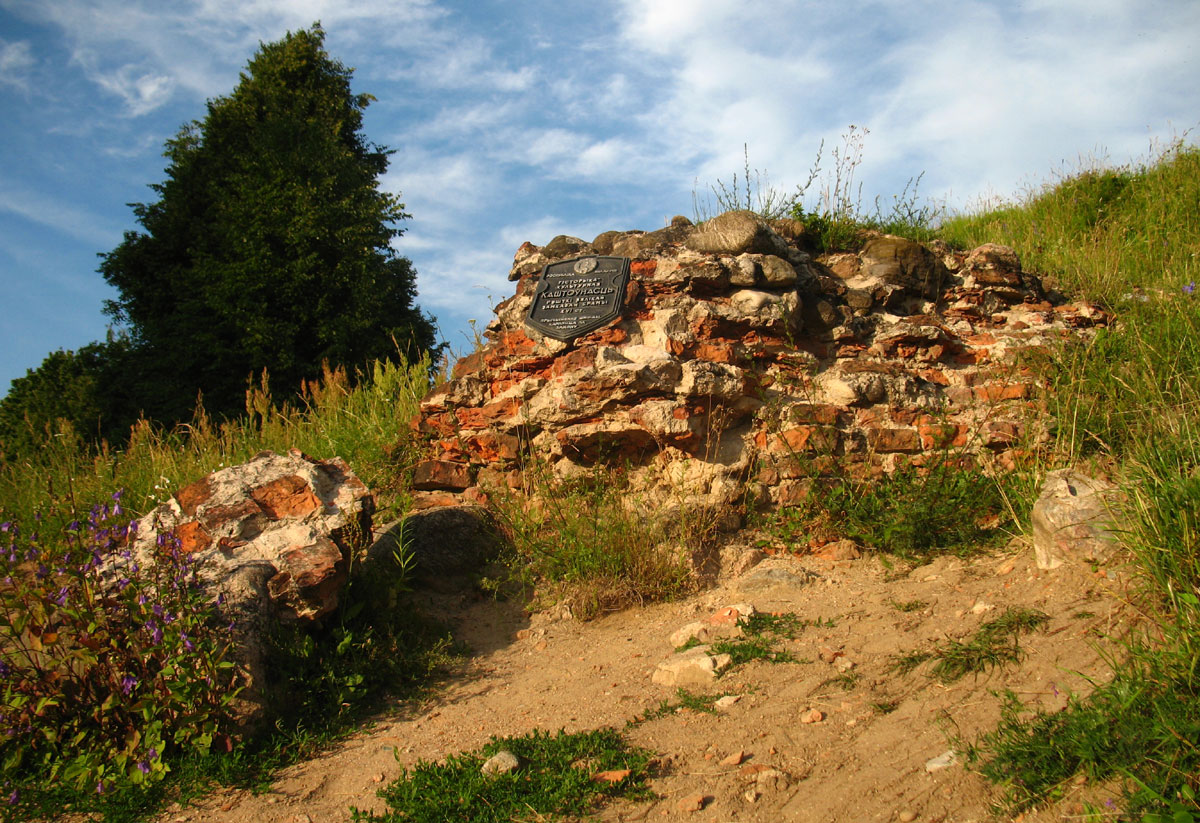
Руїни воріт замку
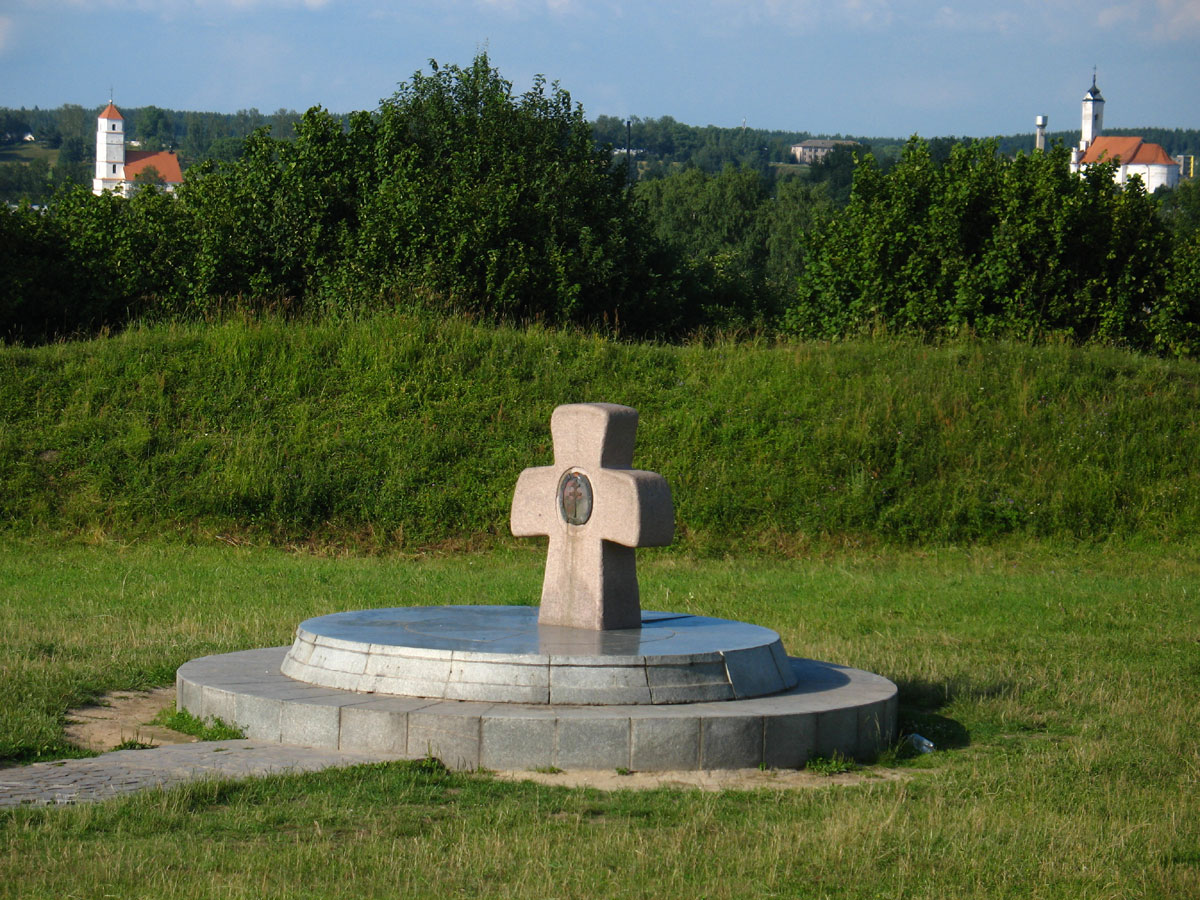
Кам'яний хрест на місці стародавнього "Замечка" - замку 10-11 ст., куди була заслана Рогнеда із сином Ізяславом
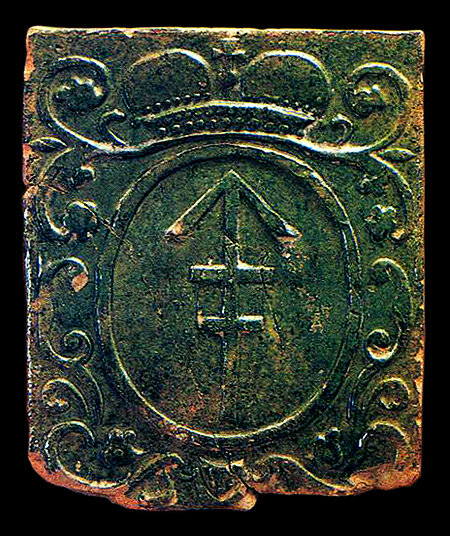
Кахельна плитка з гербом Сапіги із Заславського городища